# Soevereinstadion
El Soevereinstadion anteriormente llamado Stedelijk Sportsstadion es un estadio de fútbol ubicado en la ciudad de Lommel, en la Provincia de Limburgo, Bélgica. El estadio, construido en 1992, contaba originalmente con una capacidad para 12,500 personas.
El estadio fue utilizado por el club KFC Lommel SK, con 10 temporadas en la Primera División de Bélgica, hasta su desaparición en 2002 cuando se declaró en quiebra. Desde 2003 el Lommel Sportkring club de fútbol que milita en la Segunda División de Bélgica es el usuario del estadio.
En 1998	albergó la final de la Copa de la Liga de Bélgica, en donde el KFC Lommel SK superó por 2–1	al KFC Germinal Ekeren.
El año 2016 el estadio se adaptó a las exigencias de seguridad de la Liga, por lo que algunos sectores donde se ubicaban espectadores de pie, fueron reemplazados por asientos, esto redujo la capacidad a 8000 espectadores.